# Reforma (Chiapas)
Reforma es una ciudad del estado mexicano de Chiapas, cabecera municipal del municipio del mismo nombre. Por su número de habitantes, es la decimocuarta ciudad de mayor tamaño del estado. Se localiza al norte de la entidad, en la frontera con Tabasco.

## Historia
Reforma fue erigida en pueblo y cabecera municipal el 12 de enero de 1883, por decreto promulgado por el gobernador de Chiapas, Miguel Utrilla; la formación del pueblo, que en un principio llevó el nombre de Santuario de la Reforma (en reconocimiento de la Reforma Juarista), se hizo con las riberas El Limón, Ceiba del Carmen, Trapiche y Macayo y la congregación de familias que residían en la ranchería El Santuario, todas pertenecientes al entonces departamento de Pichucalco. Años más tarde, por la decadencia económica, fue degradado a la categoría de agencia municipal. El 26 de diciembre de 1933, por decreto promulgado por Victórico R. Grajales, fue nuevamente elevado a la categoría de pueblo y de municipio libre, cambiándole la denominación por la de Reforma, habiendo quedado con la misma jurisdicción que tenía antiguamente. 
En los inicios del siglo pasado, las condiciones favorables para la agricultura, asentaron a los primeros pobladores, constituyéndose como municipalidad del departamento de Pichucalco con el nombre de San Antonio y posteriormente en Santuario de la Reforma, nombre tomado del arroyo Santuario y de las significaciones que se dio a la promulgación de las leyes de Reforma.
Su administración política en un principio se conformaba por un ayuntamiento y un delegado político, los asuntos judiciales eran extendidos al juez de paz, para los cobros hacendarios del estado, existía un colector dependiente de la oficina recaudadora de Pichucalco. Los delitos que excedían la competencia del juez de paz eran turnados a un juzgado de primera instancia en Pichucalco.
Al inicio de la revolución de 1910 el poblado que contaba con 950 habitantes en su cabecera, y 1,804 en todo el municipio; fue incendiado y arrasado por diferentes facciones que combatieron en ese lugar motivando la salida de la población civil por diferentes rumbos, internándose unos en el territorio del estado de Tabasco y otros en el centro del estado de Chiapas. Al ceder la lucha revolucionaria retornaron algunos de sus antiguos habitantes que encontraron un bosque de grandes proporciones, en lo que anteriormente había sido el pueblo de Reforma, construyéndose las chozas entre tupidos matorrales y habitándolas núcleos de familias. 
En el año de 1930 fue nombrado agente municipal el señor Raúl Hernández Barahona, por un grupo de personas del lugar conocido como Las Margaritas del margen del río El Limón, hoy colonia ejidal El Carmen; ese mismo grupo de personas se trasladaron en los meses siguientes al lugar en donde actualmente esta la cabecera municipal, construyéndose de madera y guano la agencia municipal en el lugar donde actualmente se encuentra el templo de Reforma.

### Acontecimientos importantes
| AÑO  | ACONTECIMIENTOS IMPORTANTES |
| ---- | --- |
| 1768 | El 19 de junio se hace la primera división territorial interna de la provincia de Chiapas, quedando este dentro de la alcaldía mayor de Ciudad Real. |
| 1883 | El 12 de enero por decreto promulgado por el gobernador del Estado, Coronel Miguel Utrilla, fue erigido en pueblo y municipalidad, con el nombre de El Santuario de la Reforma (en memoria de la Reforma Juarista), la congregación de familias de la ranchería el Santuario y las Riberas el Limón, La Ceiba del Carmen, Trapiche y Macayo, pertenecientes al departamento de Pichucalco. |
| 1883 | El 13 de noviembre se divide el estado en 12 departamentos siendo este parte del de Pichucalco. |
| 1915 | El 27 de diciembre desaparecen las jefaturas políticas y se crean 59 municipios libres, siendo este una delegación del municipio de Juarez. |
| 1933 | Es elevado a municipio libre, cambiándole su denominación por la de Reforma. |
| 1983 | Para efectos del sistema de planeación se ubica en la Región V Norte. Década de los 80: Se inició la explotación petrolera y presencia de PEMEX. |
| 2000 | Se lleva a cabo la ampliación del tramo carretero Reforma-Juárez. |
| 2021 | 6 de junio de 2021 se elige a la primera gobernante municipal (femenina) Yesenia Martínez Dantori. |

## Demografía
Según el Conteo de Población y Vivienda 2020, efectuado por el Instituto Nacional de Estadística y Geografía, la localidad de Reforma tiene 29,018 habitantes, de los cuales 13,954 son del sexo masculino y 15,064 del sexo femenino. Su tasa de fecundidad es de 2.22 hijos por mujer y tiene 8,288 viviendas particulares habitadas.
| Gráfica de evolución demográfica de Reforma entre 1900 y 2020 |
|                                                               |
| INEGI.                                                        |

## Economía
Algunas características de la economía de esta localidad es que su actividad primordial es la petrolera, teniendo esta industria mayor presencia en el municipio y una empresa de clase internacional como lo es Halliburton de México, de igual manera hay gran proliferación de pequeños comerciantes que constituyen una parte importante de la vida municipal.
En el año 2000, la Población Económicamente Activa (PEA) ocupada fue de 10 508 habitantes, distribuyéndose por sector, de la siguiente manera:
Sector primario. El 19,67% realiza actividades agropecuarias. El porcentaje de este sector en los ámbitos regional y estatal fue de 60.40% y 47.25% respectivamente. 
Sector secundario. El 31,59% de la PEA ocupada laboraba en la industria de la transformación, mientras que en los niveles regional y estatal los porcentajes fueron de 11,77% y 13,24% respectivamente.
Sector terciario. El 44,61% de la PEA ocupada se emplea en actividades relacionadas con el comercio o la oferta de servicios a la comunidad, mientras que en los niveles regional y estatal el comportamiento fue de 25,69% y 37,31% respectivamente. 
En la percepción de ingresos, en el municipio, se tienen los siguientes resultados: el 22,35% de los ocupados en el sector primario no perciben ingresos y solo 1.79% reciben más de cinco salarios. En el sector secundario, 3,37% no perciben salario alguno, mientras que 29.40% reciben más de cinco. En el terciario, 7,00% no reciben ingresos y el 12,97% obtienen más de cinco salarios mínimos de ingreso mensual.
En este mismo rubro la región reporta los siguientes datos: 41,41% de la PEA ocupada en el sector primario no recibe salario alguno 0,60% recibe más de cinco salarios. En el sector secundario, 7,96% no percibe ingresos por su actividad, mientras que solo 10,49% percibe más de cinco salarios. En el terciario, 10,07% no recibe ingresos y 9,49% más de cinco salarios mínimos mensuales de ingreso, por su actividad. 
La distribución de ingresos de la PEA en el Estado reporta que el 40,66% del sector primario no recibe salario alguno y solo 0,76% recibe más de cinco salarios mínimos. En el sector secundario, 6,63% no percibe ingresos y 4,46% recibe más de cinco salarios. En el terciario, 5,73% no recibe ingresos y el 11,98% obtiene más de cinco salarios mínimos. 
De acuerdo al Informe de Gobierno, los recursos públicos ejercidos por las dependencias estatales y federales en el año 2000, fueron del orden de los 118,04 millones de pesos, que se destinaron principalmente en Desarrollo Regional y Urbano, 83,69%, Educación 10,25% y Medio Ambiente y Recursos.

## Monumentos y lugares de interés
La Iglesia del Señor del Santuario, que tiene su fama regional por resguardar a un Cristo que fue encontrado en las inmediaciones de Reforma allá por la Revolución Mexicana, producto de la guerra antirreligiosa de Tomas Garrido Canabal; también, Los Almacenes de la Sección 48 del STPRM, además de llevarse a cabo torneos de fútbol, por otro lado, ríos como el de Macayo, que se aprovecha en Semana Santa, lagunas y arroyos de algunas rancherías que dan diversión a los reformenses, los torneos de Tae Kwon Do y las fincas de las mercedes ruinas antepasadas de reforma que se encuentran a 20 minutos de la ciudad ubicadas por la laguna El Caracol.

## Fiestas y tradiciones
Las celebraciones más importantes son: La Santa Cruz, El Señor del Santuario y La Virgen de Guadalupe.
Como costumbre: La feria del 25 de marzo en honor al santo patrono del pueblo "El Señor del Santuario".
Folklore: Eventos culturales de canto y danza folclórica y elección de la Reina de la Feria.
A fechas últimas se creó el Ballet municipal que por cierto es bastante prometedor, está a cargo del prof. José Nolberto Jiménez Tino y presentan un gran espectáculo donde quiera que se presentan, son representativos de este municipio. Reforma hace muchos eventos culturales y es un municipio con muchas riquezas. 
Ganadera: Fiestas ganaderas en la cual se realizan carreras de caballos, jaripeos, peleas de gallos y eventos musicales con artistas nacionales como también regionales.
Carnaval: El carnaval de Reforma Chiapas que se hace en el mes de febrero con participaciones especiales del estado de Tabasco y municipios de Chiapas, con la agradable participación y elección de la reina del carnaval y el rey de la alegría.

## Gastronomía
Tamales de masa colada, tamales de chipilin, pozol, estofado de pavo, mole chiapaneco, tamales de frijol con shish de chicharrón y chipilin, son algunos de los platillos que podemos encontrar en Reforma. La gastronomía de Reforma es completamente originaria de Chiapas, ya que hay una gran diversidad de habitantes originarios de otros estados del país que por razones laborales han migrado al municipio, esto hace que Reforma concentre una gran diversidad de platillos típicos nacionales; mole poblano, zacahuilt, enchiladas veracruzanas, carnitas estilo Michoacán, cochinita pibil, etc.

## Medios de comunicación
El 15 de febrero de 2010 comienza sus trasmisiones la radiodifusora, el 26 de febrero del mismo año queda formalmente inaugurada con la presencia del alcalde Isidro Báez Ranero, funcionarios estatales, municipales y del sector privado.
El municipio cuenta con diversos medios de comunicación como lo es el servio de internet por fibra óptica de TELMEX y GOTV, además de diversas empresas que ofrecen servicios de internet satelital, podemos encontrar servicios de televisión como lo es Cablevision, Vetv Sky, y Dish. Los servicios con los cuales la población reformense cuenta para su completa comunicación han avanzado para satisfacer las necesidades del municipio, empresas de telecomunicaciones como Telcel, Movistar, AT&T, Unefon, Bmobile y Oui, han desarrollado las tecnologías modernas para expandir su coberturas por toda el área urbana y conurbada del municipio.

## Educación
Reforma cuenta con diversas instituciones que ofrecen educación tanto pública como privada estas se dividen en diversos grados de educación (preescolar, primaria, secundaria, bachillerato, superior y educación especial), esto garantiza a la población el derecho constitucional a la educación, dando la oportunidad a toda la población de terminar una educación formal desde los inicios. El municipio cuenta con 39 escuelas preescolares (0,5% del total estatal), 47 primarias (0,5% del total) y 12 secundarias (0,6%). Además, el municipio cuenta con ocho bachilleratos (1,2%) y ocho escuelas de formación para el trabajo (1,8%). El municipio no contaba con ninguna primaria indígena. De esta manera existen también escuelas particulares desde nivel preescolar hasta nivel universitario, como lo es el Colegio Reforma (Escuela Católica), Colegio Lázaro Cárdenas del Río (Escuela Adventista) o Instituto Alba de México, etc.
Aunque se estima que existen algunos rezagos de población analfabeta funcional en el municipio el IEA (Instituto de Educación para Adultos de Chiapas) da la oportunidad de terminar sus estudios para personas que tengan el deseo de seguir estudiando y de manera gratuita por parte del gobierno.

## Religión
Católica: 21 128, protestante: 2 263, bíblica no evangélica: 2 342, judaica: 2, otra: 25, sin religión: 4 438. Fuente: INEGI 2000.